# Alternatief 2020
Alternatief 2020 (A20) is sinds juni 2019 een politieke partij in Suriname.
Aan de leiding staat de predikant Steven Reyme van de Volle Evangeliegemeente Logos International in Paramaribo. De partij is gebaseerd op christelijke normen en waarden. Reyme zegt ook open te staan voor mensen uit andere religieuze groepen, omdat alle godsdiensten hetzelfde na zouden streven. Toen hij de eerste informatieve bijeenkomst van de partij in de Logos-gemeente hield werd zijn initiatief negatief ontvangen. De proclamatie van Alternatief 2020 vond plaats op 12 oktober 2019 in de ballroom van Torarica; deze bijeenkomst werd heel druk bezocht.
Daarnaast is de partij gericht tegen corruptie, waar het land volgens de oprichter onder gebukt gaat. De partij wil een eind maken aan patronagepolitiek. Reyme is van mening dat iemand met een politieke functie geen strafblad mag hebben.
De oprichtingsstukken werden circa 9 juni 2019 bij het ministerie van Justitie en Politie gedeponeerd.

## Partijalliantie
De partij deed in alle districten mee tijdens de verkiezingen van 2020 maar behaalde geen zetels. In 2025 werkt A20 samen met DOE (Democratie en Ontwikkeling in Eenheid) en PRO (Partij voor Recht en Ontwikkeling). De kandidaten van deze drie partijen staan samen op de lijst van A20. In behaalde de alliantie één zetel. Ze trad met één minister toe tot het kabinet Simons dat door zes partijen wordt gevormd. Andrew Baasaron (DOE) trad aan als minister van Economische Zaken, Steven Reyme (A20) als lid van De Nationale Assemblée en Gerold Sewcharan (PRO) als lid van de Staatsraad.